# تماسكية
في نظرية المعرفة الفلسفية، هناك نوعان من التماسكية: نظرية التماسك للحقيقة؛ ونظرية التبرير التماسكية (المعروفة أيضًا باسم التماسكية المعرفية).
تنقسم الحقيقة التماسكية بين نهج أنثروبولوجي، والذي ينطبق فقط على الشبكات المحلية (صحيح ضمن عينة معينة من السكان، بالنظر إلى فهمنا للسكان)، ونهج يتم الحكم عليه على أساس المسلمات، مثل المجموعات الفئوية. ينتمي النهج الأنثروبولوجي بشكل أكثر ملاءمة إلى النظرية المطابقة للحقيقة، في حين أن النظريات العالمية هي تطور صغير في الفلسفة التحليلية.
إن نظرية التبرير التماسكية، والتي يمكن تفسيرها على أنها تتعلق بأي من نظريتي الحقيقة المتماسكة، يصف التبرير المعرفي على أنه خاصية للاعتقاد فقط إذا كان هذا الاعتقاد جزءًا من مجموعة متماسكة. ما يميز التماسك عن نظريات التبرير الأخرى هو أن المجموعة هي الحامل الأساسي للتبرير.